# 8944 Ортігара
8944 Ортігара (8944 Ortigara) — астероїд головного поясу, відкритий 30 січня 1997 року.
Тіссеранів параметр щодо Юпітера — 3,200.